# Medal Zwycięstwa i Wolności 1945

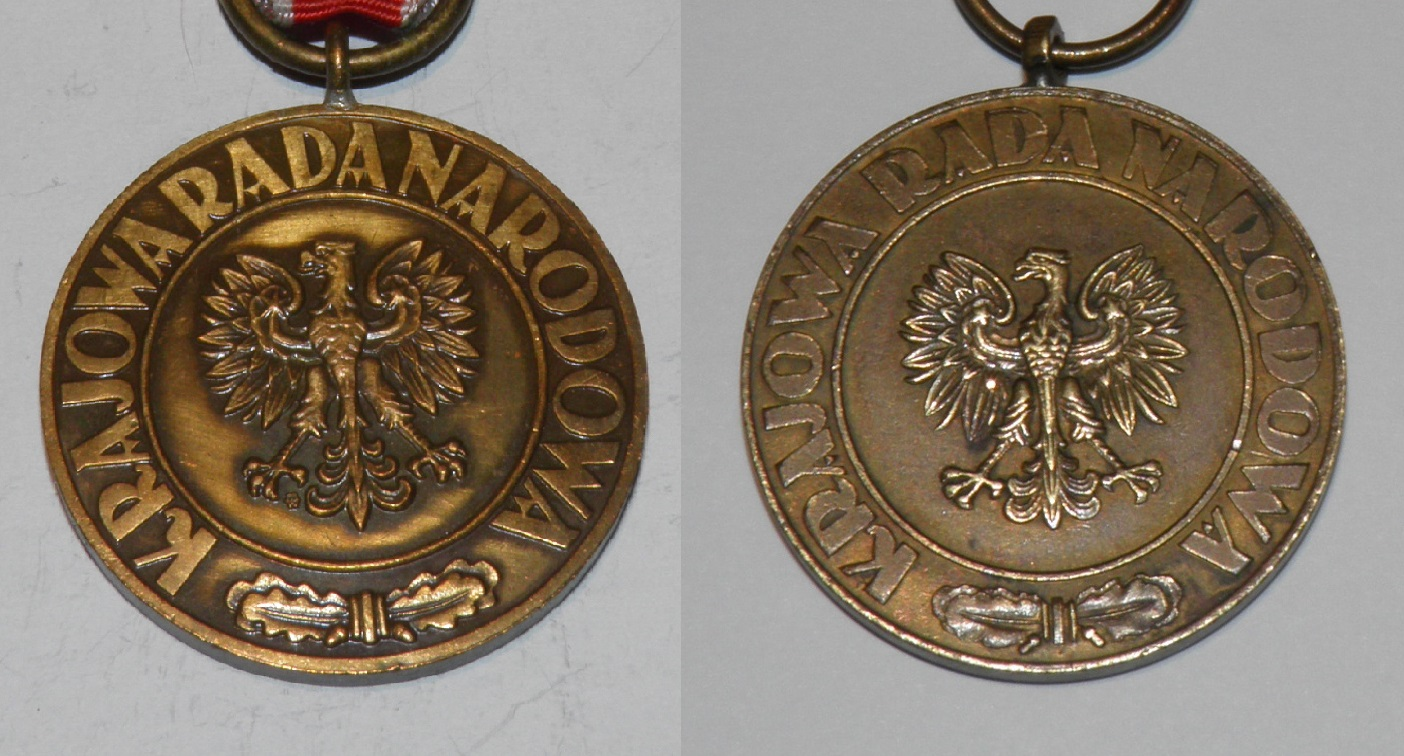
Medal Zwycięstwa i Wolności – odmiany

Medal Zwycięstwa i Wolności 1945 – polskie państwowe odznaczenie wojskowe ustanowione dekretem Rady Ministrów zatwierdzonym przez KRN z dnia 26 października 1945 roku „...w celu upamiętnienia zwycięstwa Narodu Polskiego i Jego Sprzymierzeńców nad barbarzyństwem hitlerowskim i triumfu idei wolności demokratycznej oraz dla odznaczenia osób, które swoim działaniem lub cierpieniem w kraju lub zagranicą w czasie do 9 maja 1945 roku przyczyniły się do tego zwycięstwa i triumfu...”.

## Charakterystyka
W myśl regulaminu opracowanego przez komisję do spraw medalu, medalem tym miały być odznaczani:
- żołnierze ludowego Wojska Polskiego,
- żołnierze uczestniczący w wojnie obronnej w 1939 roku,
- żołnierze Polskich Sił Zbrojnych na Zachodzie po powrocie do Polski,
- Polacy, którzy walczyli z Niemcami w szeregach armii sojuszniczych,
- partyzanci uczestniczący w walkach w kraju i za granicą,
- uczestnicy partyzantki sowieckiej, jugosłowiańskiej i francuskiego ruchu oporu
- także osoby, które do 9 maja 1945 roku w ciągu trzech miesięcy swą służbą w oddziałach wspomagających jednostki walczące przyczyniły się do wspólnego zwycięstwa.

Medal był nadawany jednorazowo przez Prezesa Rady Ministrów w imieniu Prezydium Krajowej Rady Narodowej, który część kompetencji przekazał Ministrowi Obrony Narodowej i Zarządowi Głównemu Związku Bojowników o Wolność i Demokrację. Od 1958 roku medal był nadawany przez Radę Państwa.
Medal początkowo nosił nazwę: Medal Zwycięstwa i Wolności 1945 r.. W ustawie z 17 lutego 1960 medal zatwierdzono w polskim systemie odznaczeń jako Medal Zwycięstwa i Wolności 1945, określając, że stanowi nagrodę dla osób, które przyczyniły się do zwycięstwa nad faszyzmem hitlerowskim w okresie wojny 1939-1945.
Medal Zwycięstwa i Wolności 1945 zajmował w kolejności odznaczeń polskich miejsce po Medalu za Odrę, Nysę, Bałtyk.
Nowa ustawa orderowo-odznaczeniowa obowiązująca od 23 grudnia 1992 nie uwzględniła medalu (uchylając poprzednią ustawę orderowo-odznaczeniową z 1960), w związku z tym jego nadawanie zostało uznane za zakończone, podobnie jak większości orderów i odznaczeń wojennych za dotychczasowe zasługi.

## Opis odznaki
Odznaką Medalu Zwycięstwa i Wolności 1945 r. w pierwszej wersji był krążek wykonany z brązu o średnicy 33 mm. Na awersie umieszczony był Orzeł państwowy, w otoku z liści dębowych, w górnej części napis KRN, lecz wersja ta nie została wprowadzona. Ostateczna wersja, usankcjonowana przepisami w 1946 to krążek o średnicy 33 mm, patynowany na brązowo, na awersie, którego znajduje się Orzeł państwowy, a wokół medalu znajduje się napis: KRAJOWA RADA NARODOWA. W dolnej części medalu są dwa związane liście dębowe. Na rewersie medalu umieszczony jest napis w czterech wierszach oddzielonych poziomymi liniami: RP – ZWYCIĘSTWO – I WOLNOŚĆ – 9.V.1945.
W 1945 ustanowiono wstążkę posiadającą w linii pionowej barwę po połowie czerwoną i białą. Od 1946 wstążka medalu była szerokości 35 mm i składała się z 3 pasków czerwonych i 2 białych szerokości 7 mm, rozmieszczonych na przemian. Od 1960 określono szerokości wstążki na 33 mm.

## Odznaczeni
Pierwsze nadania medalu odbyły się w dniu 9 maja 1946 roku i wtedy medal otrzymali m.in. Bolesław Bierut, marszałek Polski Michał Rola-Żymierski, Stanisław Mikołajczyk, Edward Osóbka-Morawski. 
Wg danych Biura Odznaczeń Państwowych Kancelarii Rady Państwa oraz Biura Odznaczeń Kancelarii Prezydenta RP nadano 739 633 medale do 1987 r., a później jeszcze dodatkowo 7734 medali; łącznie – 747 367 medali.